# Вівсяне печиво

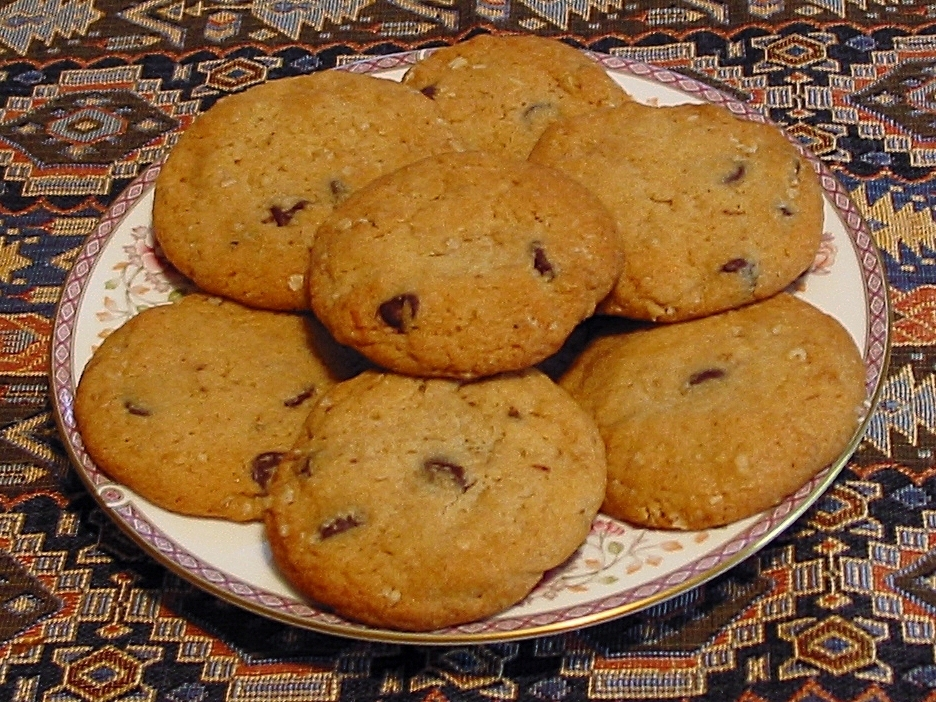
Домашнє вівсяне печиво

Вівсяне печиво — кондитерський виріб, вид печива. Це круглі або овальні вироби правильної форми, від світлого до темно-коричневого кольору.
Головними інгредієнтами тіста є вівсяні пластівці (або геркулес), борошно, вершкове масло (або маргарин), яйце і прянощі (найчастіше ваніль або її замінники, а також кориця). З отриманого тіста різної консистенції формують заготовки, викладають на лист і випікають.
До складу тіста можуть додавати волоські горіхи, фундук, арахіс, родзинки, насіння, шоколад, мед. Іноді печиво виготовляють з наповнювачами — наприклад, варенням.

## Галерея

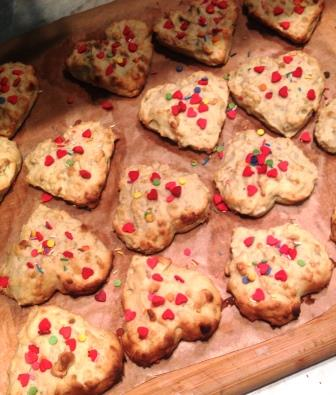
Вівсяне печиво на День Валентина
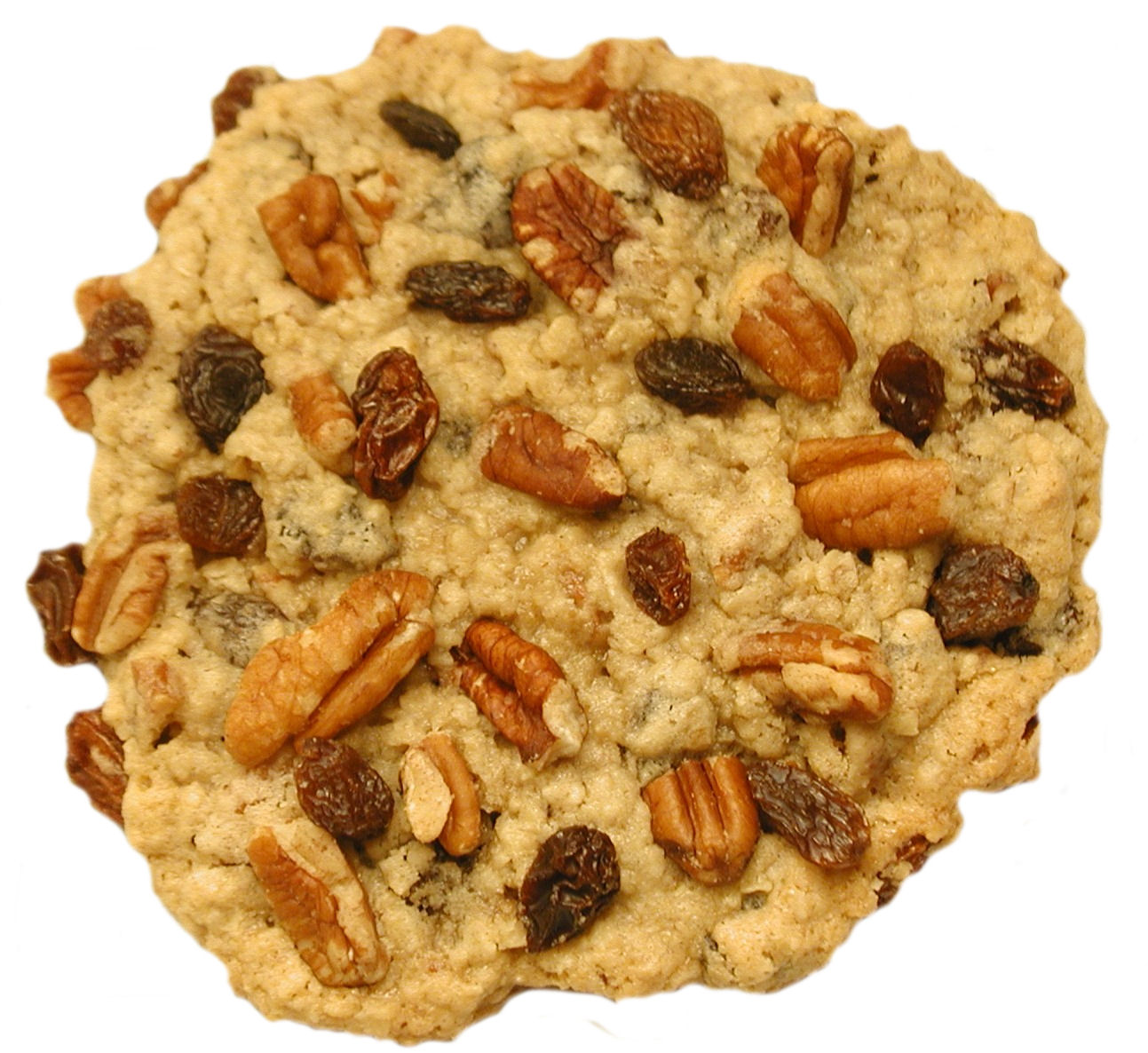
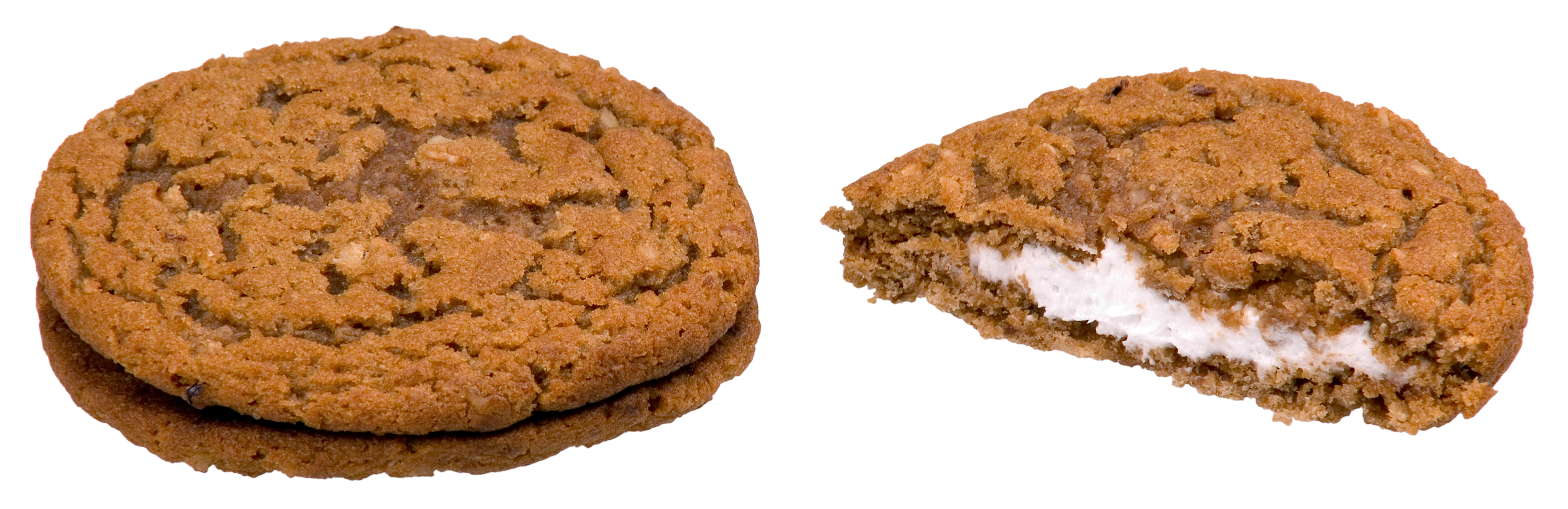
З наповнювачем
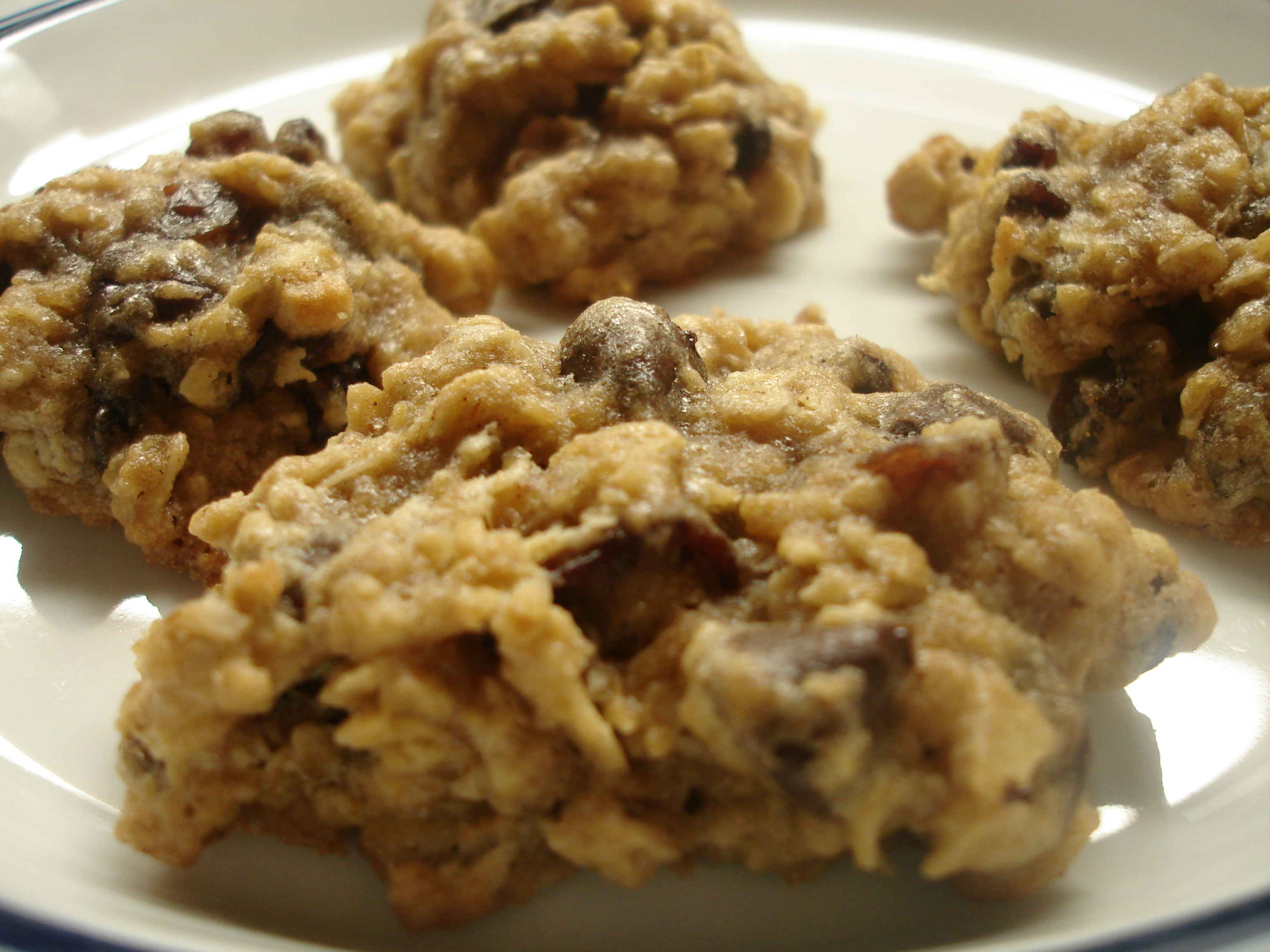
З родзинками
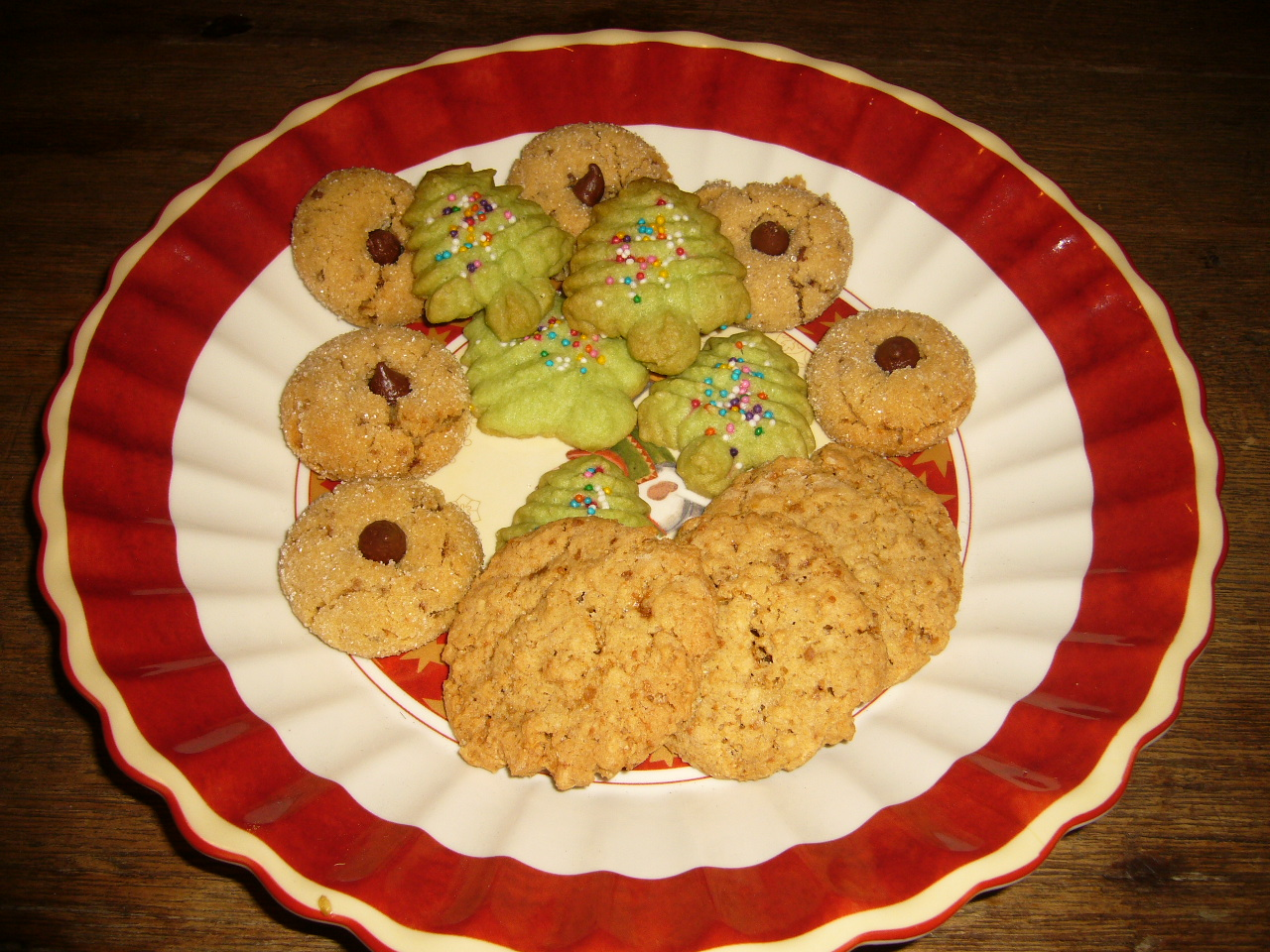
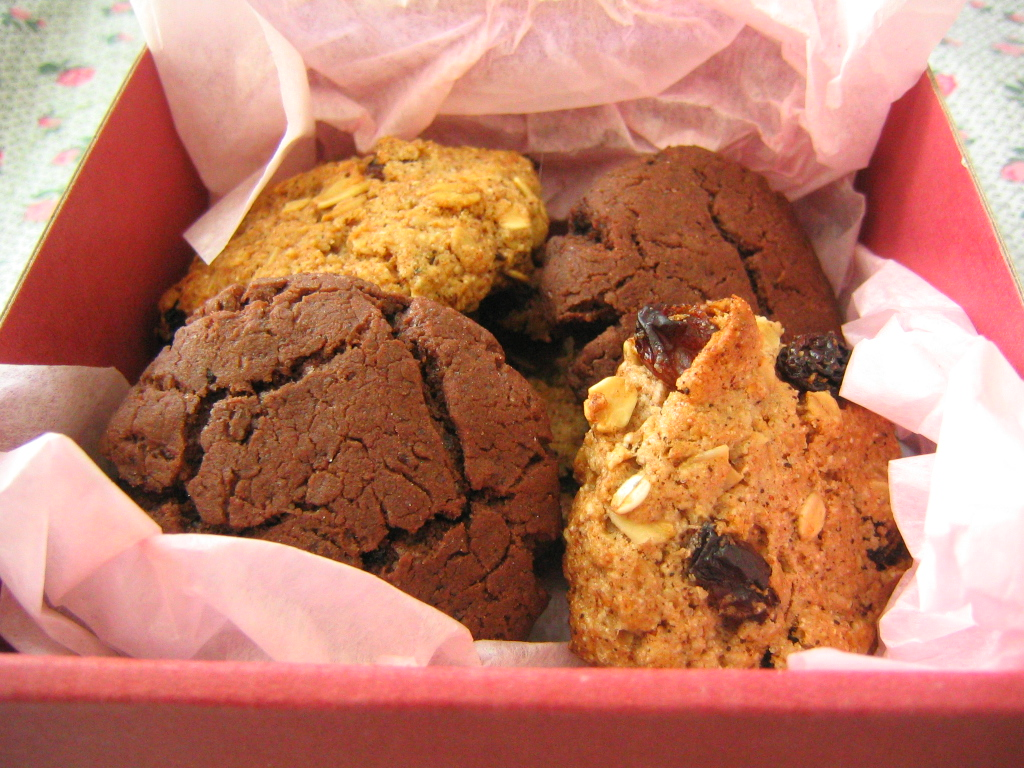
Веганське печиво з малиною
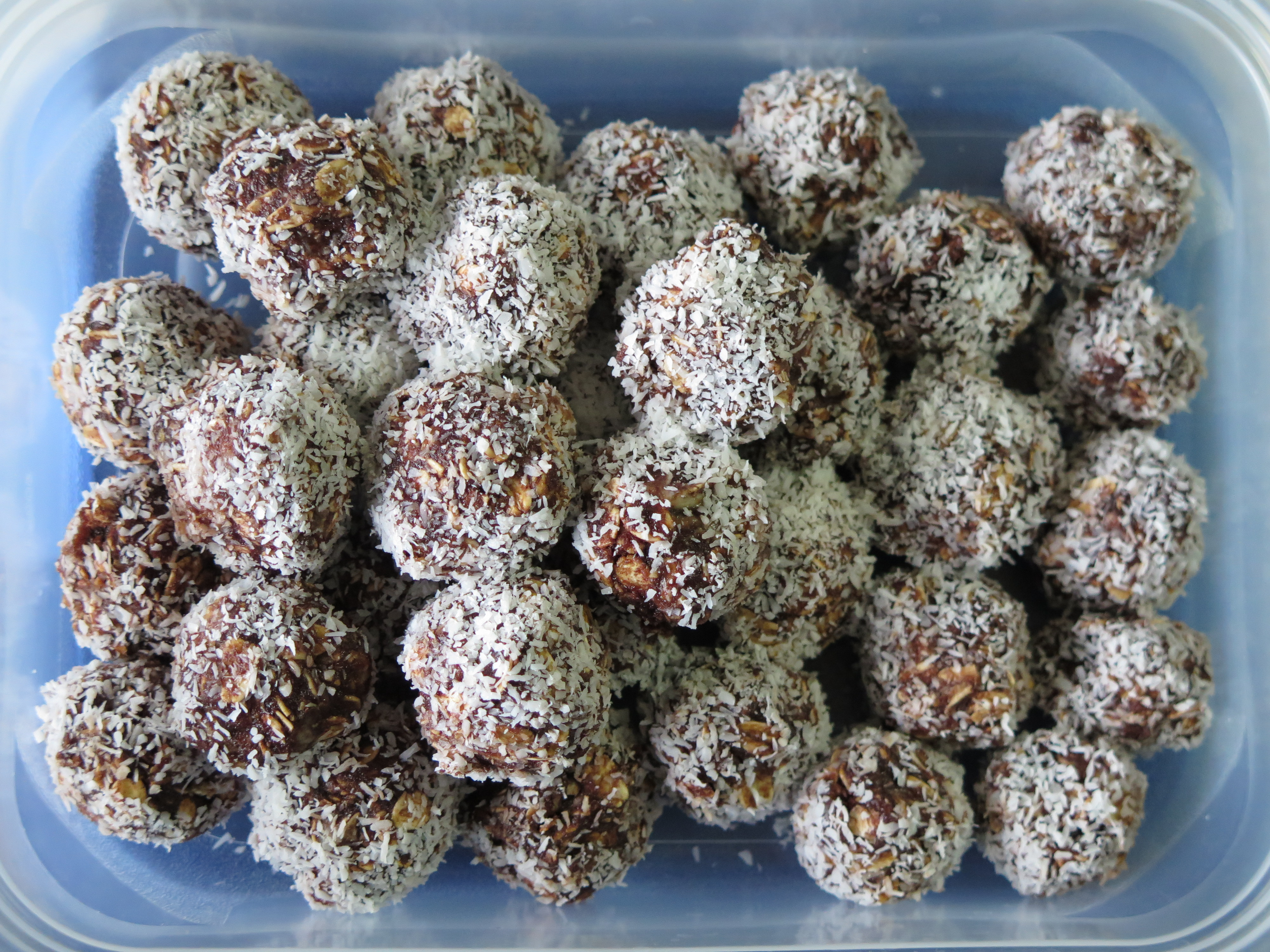
Данське вівсяне печиво
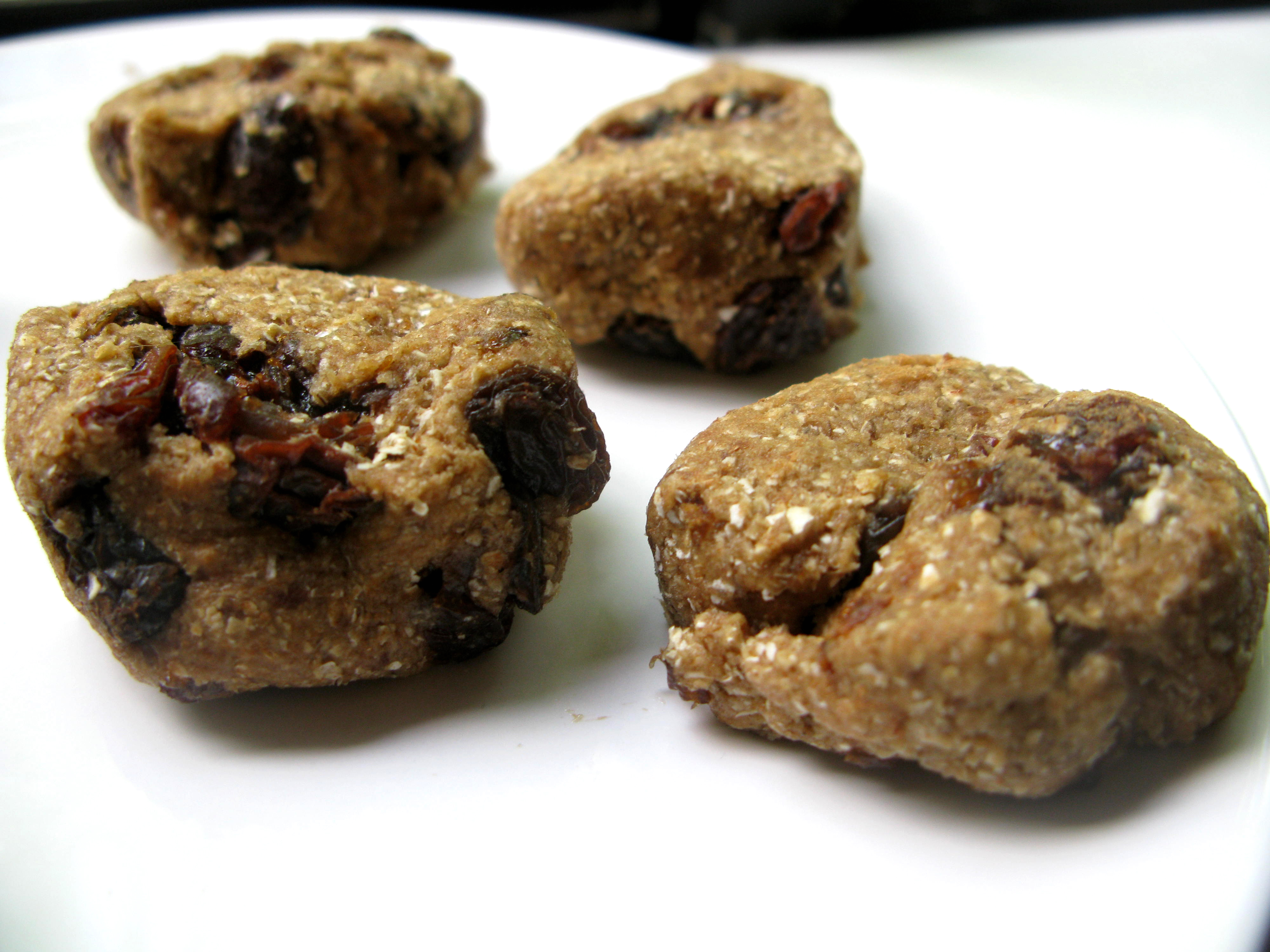
Сироїдське вівсяне печиво